# Anthony Hudson
Anthony Hudson (Seattle, 11 maart 1981) is een Engels voormalig voetballer en huidig voetbalcoach.
Hij is een zoon van Engels international Alan Hudson en probeerde ook te slagen in het Engelse voetbal. Hij speelde kort bij West Ham United en Luton Town maar brak niet door. In 1999 kwam hij op voorspraak van Jimmy Calderwood naar N.E.C. waar hij voor twee seizoenen tekende. Vanwege heimwee en gebrek aan perspectief als voetballer werd zijn contract na een half jaar ontbonden. Hudson stopte met voetballen en werd verzekeringsagent.
In 2003 werd hij weer actief in het voetbal en werd in de Verenigde Staten jeugdtrainer en speelde later als assistent van Wilmington Hammerheads nog een aantal wedstrijden. Na een korte periode als hoofdtrainer van Newport County AFC werd hij trainer van het olympisch elftal van Bahrein. Toen de bondscoach ontslagen werd in augustus 2013 kreeg hij ook de rol van coach van het Bahreins voetbalelftal. Met beide teams boekte hij successen en in 2014 werd zijn contract met twee jaar verlengd. In augustus 2014 werd hij aangesteld als bondscoach van Nieuw-Zeeland. Nadat Nieuw-Zeeland in de playoffs uitgeschakeld werd door Peru voor het wereldkampioenschap voetbal 2018 stopte hij in november 2017 als bondscoach. Hudson werd vervolgens trainer van MLS-ploeg Colorado Rapids. Op 1 mei 2019 werd hij daar ontslagen. Hij trainde vervolgens de Amerikaanse onder 20 ploeg en werd in 2021 assistent-bondscoach onder Gregg Berhalter. Nadat Berhalter in opspraak raakte en zijn positie neerlegde, werd Hudson per januari 2023 ad-interim bondscoach van de Verenigde Staten. Op 30 mei legde hij de functie neer en werd daarna coach van Al-Markhiya SC in Qatar.

## Erelijst als coach
Bahrein
- West Aziatisch kampioenschap 2014:
- Kwalificatie voor het Aziatisch kampioenschap voetbal: 2015

Bahrein -23
- Gulf Cup of Nation -23: 2013

Nieuw-Zeeland
- Oceanisch kampioenschap voetbal: 2016
- Kwalificatie voor de FIFA Confederations Cup 2017 in Rusland